# برونو فريتز
برونو فريتز (بالألمانية: Bruno Fritz)‏ هو ممثل ألماني، ولد في 4 مارس 1900 في برلين في ألمانيا، وتوفي بنفس المكان في 12 يونيو 1984.

## وصلات خارجية
- برونو فريتز على موقع IMDb (الإنجليزية)
- برونو فريتز على موقع ميوزك برينز (الإنجليزية)
- برونو فريتز على موقع ديسكوغز (الإنجليزية)
- برونو فريتز على موقع قاعدة بيانات الفيلم (الإنجليزية)
- برونو فريتز على موقع كينوبويسك (الروسية)